# Durian Baggal
Durian Baggal is een bestuurslaag in het regentschap Simalungun van de provincie Noord-Sumatra, Indonesië. Durian Baggal telt 1881 inwoners (volkstelling 2010).